# Besny-et-Loizy
Besny-et-Loizy est une commune française située dans le département de l'Aisne en région Hauts-de-France.

## Géographie

### Communes limitrophes

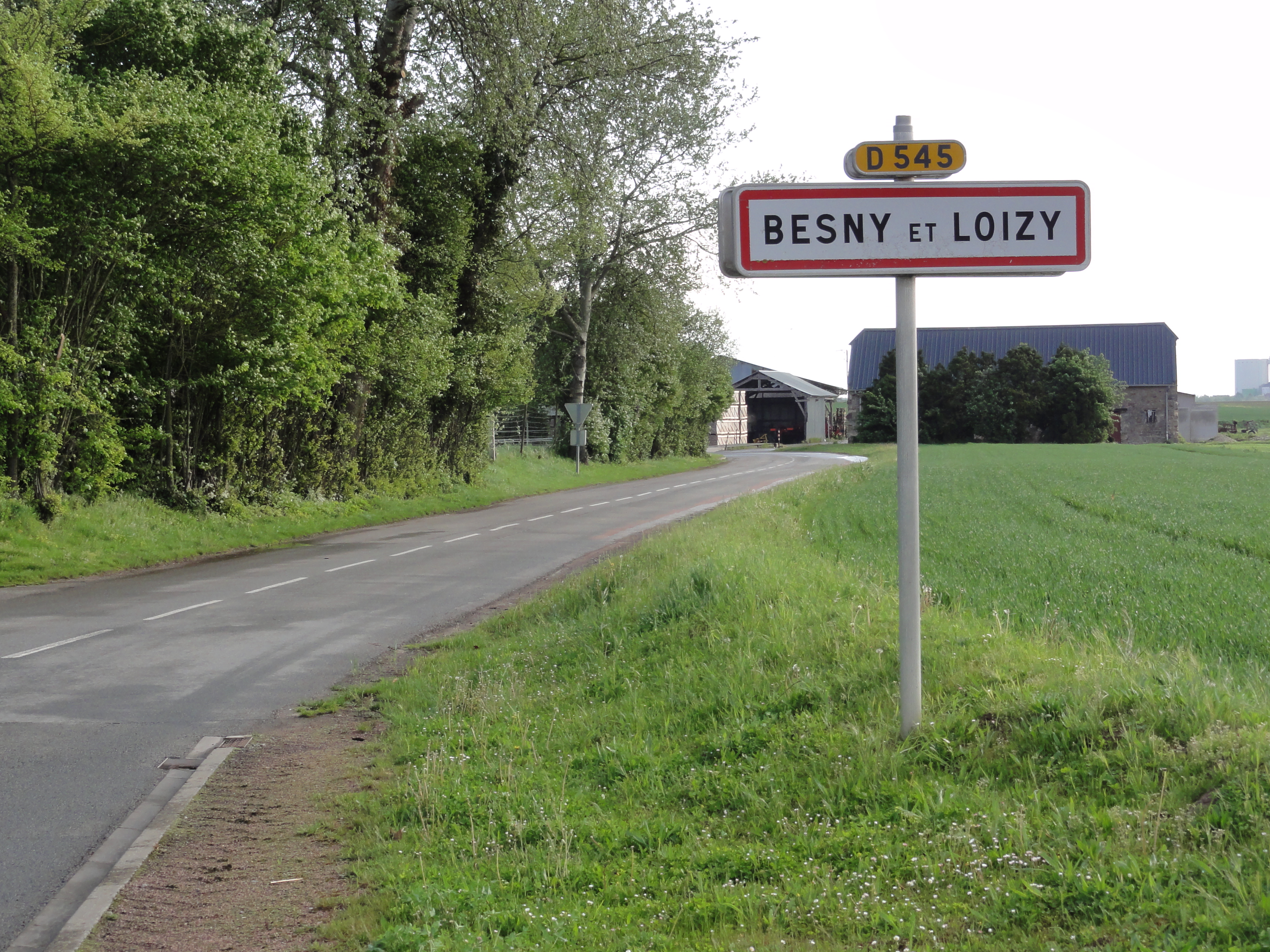
Entrée de Besny.
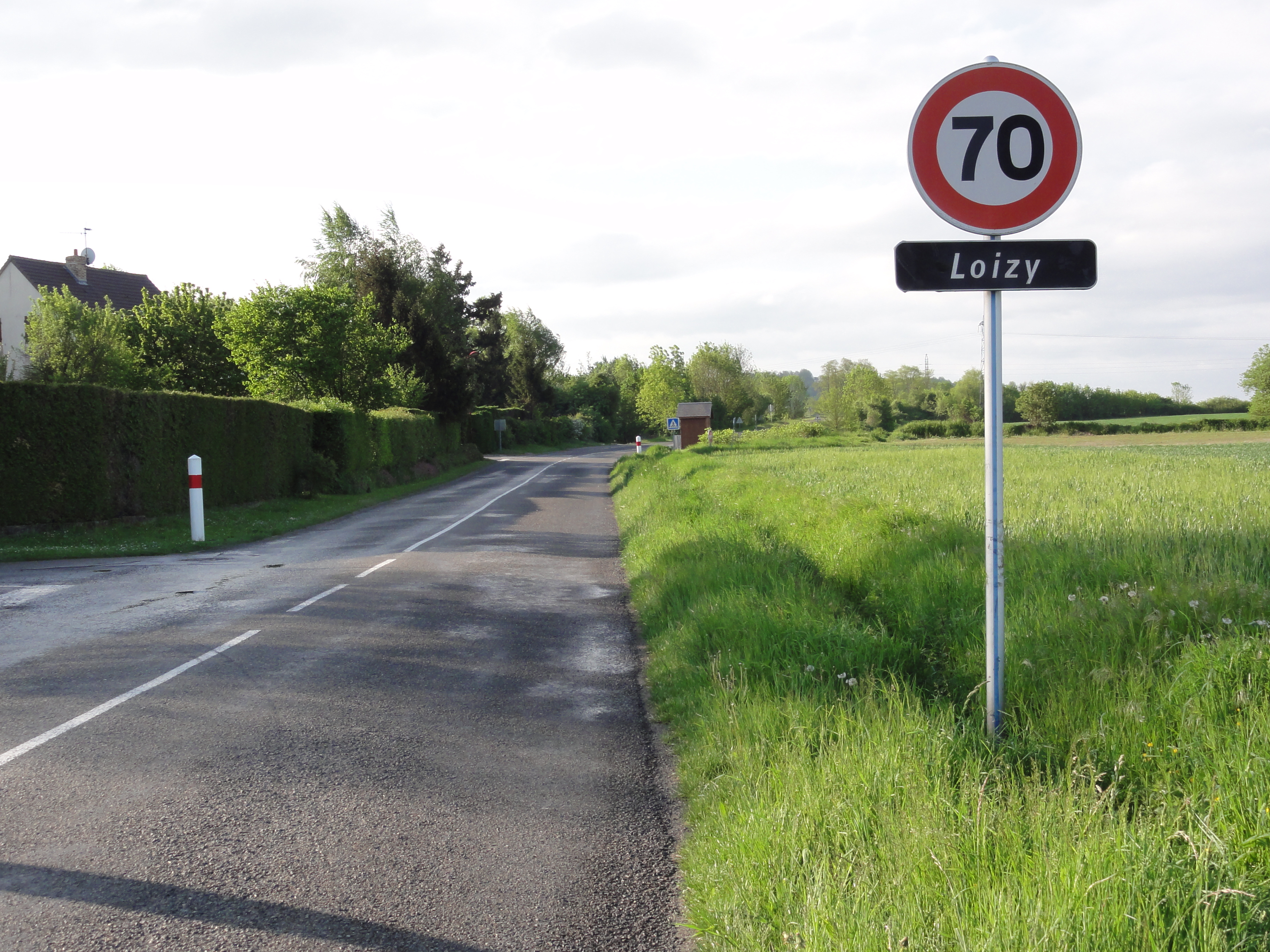
Entrée de Loizy.

### Hydrographie
La commune est située dans le bassin Seine-Normandie. Elle n'est drainée par aucun cours d'eau,.

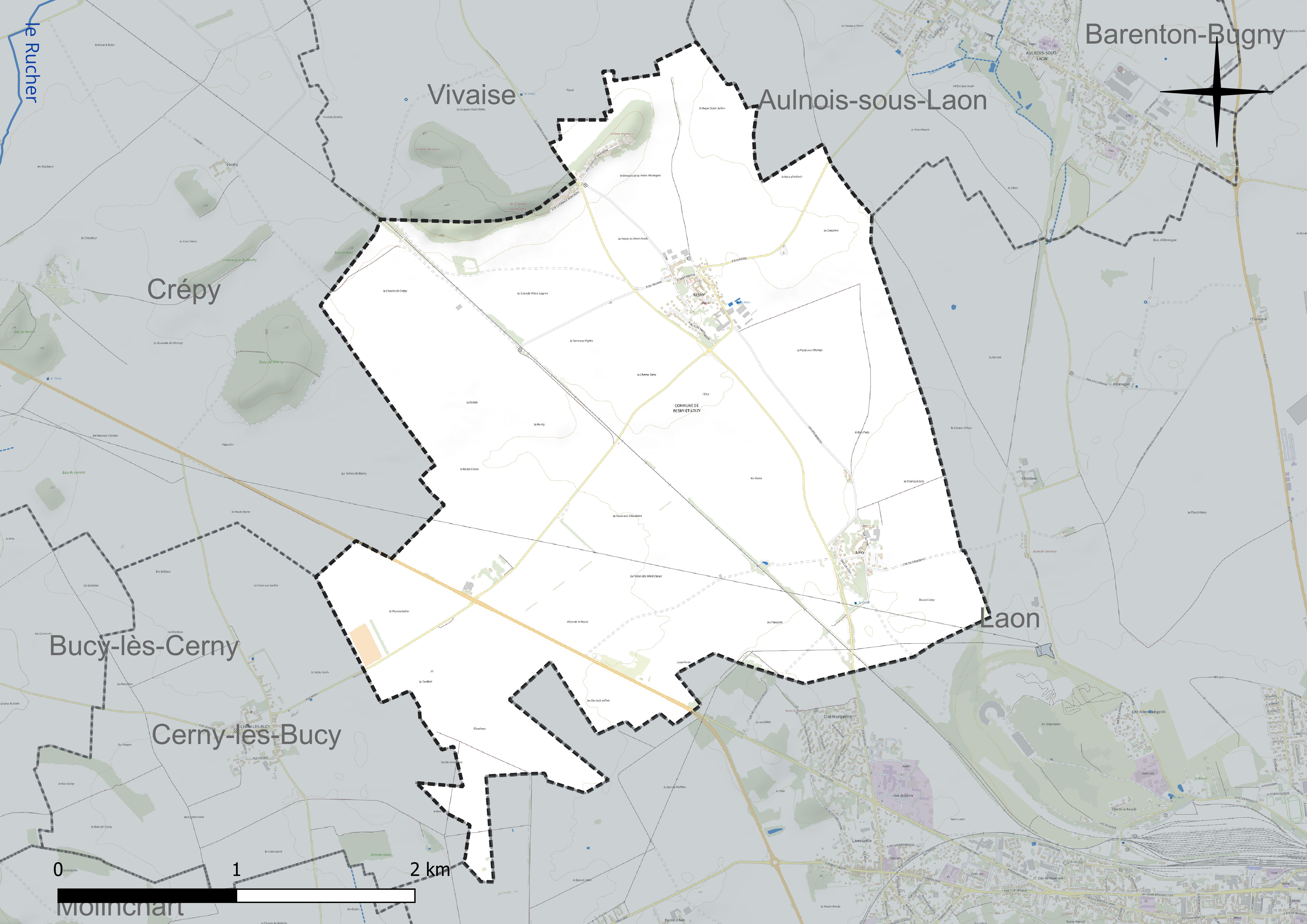
Réseau hydrographique de Besny-et-Loizy.

### Climat
Pour des articles plus généraux, voir Climat des Hauts-de-France et Climat de l'Aisne.
En 2010, le climat de la commune est de type climat océanique dégradé des plaines du Centre et du Nord, selon une étude du CNRS s'appuyant sur une série de données couvrant la période 1971-2000. En 2020, Météo-France publie une typologie des climats de la France métropolitaine dans laquelle la commune est exposée à un climat océanique altéré et est dans la région climatique Nord-est du bassin Parisien, caractérisée par un ensoleillement médiocre, une pluviométrie moyenne régulièrement répartie au cours de l'année et un hiver froid (3 °C).
Pour la période 1971-2000, la température annuelle moyenne est de 10,4 °C, avec une amplitude thermique annuelle de 15 °C. Le cumul annuel moyen de précipitations est de 733 mm, avec 11,6 jours de précipitations en janvier et 9 jours en juillet. Pour la période 1991-2020, la température moyenne annuelle observée sur la station météorologique la plus proche, située sur la commune d'Aulnois-sous-Laon à 2 km à vol d'oiseau, est de 11,0 °C et le cumul annuel moyen de précipitations est de 685,6 mm,. Pour l'avenir, les paramètres climatiques de la commune estimés pour 2050 selon différents scénarios d'émission de gaz à effet de serre sont consultables sur un site dédié publié par Météo-France en novembre 2022.

## Urbanisme

### Typologie
Au 1er janvier 2024, Besny-et-Loizy est catégorisée commune rurale à habitat dispersé, selon la nouvelle grille communale de densité à 7 niveaux définie par l'Insee en 2022.
Elle est située hors unité urbaine. Par ailleurs la commune fait partie de l'aire d'attraction de Laon, dont elle est une commune de la couronne,. Cette aire, qui regroupe 106 communes, est catégorisée dans les aires de 50 000 à moins de 200 000 habitants,.

### Occupation des sols
L'occupation des sols de la commune, telle qu'elle ressort de la base de données européenne d'occupation biophysique des sols Corine Land Cover (CLC), est marquée par l'importance des territoires agricoles (95,5 % en 2018), une proportion sensiblement équivalente à celle de 1990 (95,2 %). La répartition détaillée en 2018 est la suivante : 
terres arables (95,5 %), zones urbanisées (2,7 %), forêts (1,8 %).
L'évolution de l'occupation des sols de la commune et de ses infrastructures peut être observée sur les différentes représentations cartographiques du territoire : la carte de Cassini (XVIIIe siècle), la carte d'état-major (1820-1866) et les cartes ou photos aériennes de l'IGN pour la période actuelle (1950 à aujourd'hui).

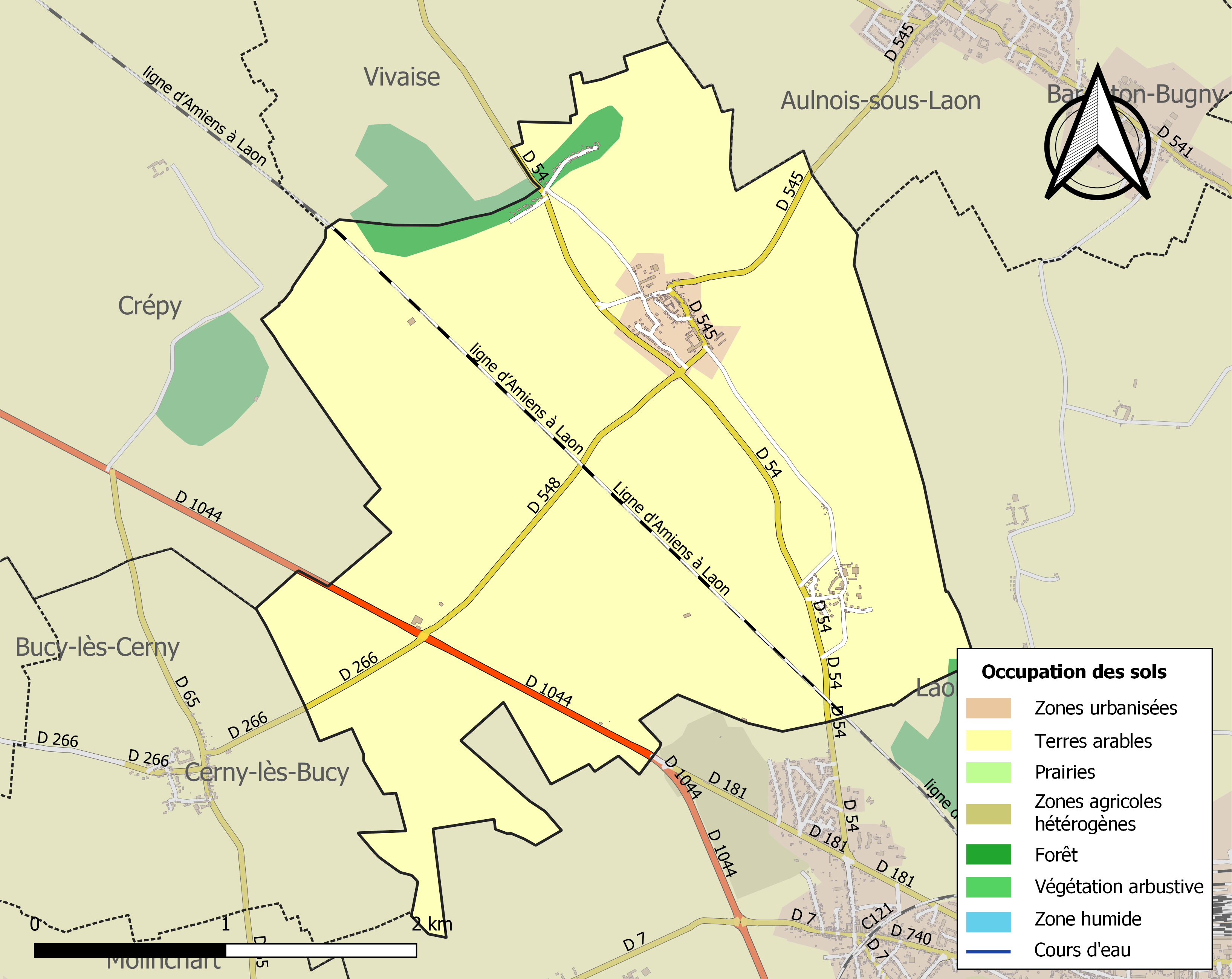
Carte des infrastructures et de l'occupation des sols de la commune en 2018 (CLC).

## Toponymie
Le nom de la localité est attesté sous les formes Bisiniacum (877) ; Benni (1173) ; Altare de Besni (1183) ; Besniacum (1261) ; Beesny (1340) ; Begny (1399) ; Beny (1397) ; Besny-les-Laon (1403) ; Beesgny (1475) ; Besgny (1515) ; Besnis (1729).
Loizy est le nom d'une ancienne ferme de la commune attesté sous les formes Losiacus (1125) ; Loisiacum (1138) ; Loseracus (1146) ; Loisi (1160) ; Loysi (1189) ; Loisiacus (1245-6) ; Loisy (1361) ; Loysy (1394).

Loizy désigne un ancien domaine gallo-romain (suffixe -acum)[réf. nécessaire].

## Politique et administration

### Découpage territorial
La commune de Besny-et-Loizy est membre de la communauté d'agglomération du Pays de Laon, un établissement public de coopération intercommunale (EPCI) à fiscalité propre créé le 1er janvier 2014 dont le siège est à Aulnois-sous-Laon. Ce dernier est par ailleurs membre d'autres groupements intercommunaux.
Sur le plan administratif, elle est rattachée à l'arrondissement de Laon, au département de l'Aisne et à la région Hauts-de-France. Sur le plan électoral, elle dépend du  canton de Laon-1 pour l'élection des conseillers départementaux, depuis le redécoupage cantonal de 2014 entré en vigueur en 2015, et de la première circonscription de l'Aisne  pour les élections législatives, depuis le dernier découpage électoral de 2010.

### Administration municipale
| Période                                  | Période                   | Identité           | Étiquette | Qualité                                     |
| ---------------------------------------- | ------------------------- | ------------------ | --------- | ------------------------------------------- |
| Les données manquantes sont à compléter. |                           |                    |           |                                             |
| avant 1876                               | après 1879                | Magnier            |           |                                             |
| mars 2001                                | mars 2008                 | Christian Demazure | UMP       |                                             |
| mars 2008                                | En cours (au 28 mai 2020) | Franck Demazure    | LR        | Agriculteur Réélu pour le mandat 2020-2026, |

## Démographie

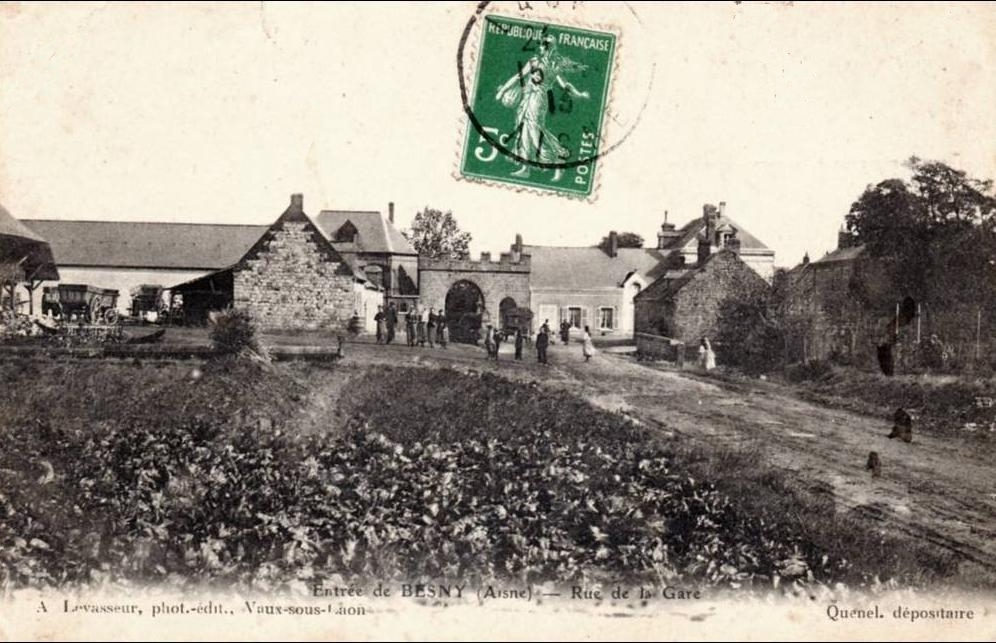
Carte postale de Besny vers 1910.
(Cliché A. Levasseur).

L'évolution du nombre d'habitants est connue à travers les recensements de la population effectués dans la commune depuis 1793. Pour les communes de moins de 10 000 habitants, une enquête de recensement portant sur toute la population est réalisée tous les cinq ans, les populations de référence des années intermédiaires étant quant à elles estimées par interpolation ou extrapolation. Pour la commune, le premier recensement exhaustif entrant dans le cadre du nouveau dispositif a été réalisé en 2004.

En 2022, la commune comptait 314 habitants, en évolution de −12,53 % par rapport à 2016 (Aisne : −1,97 %, France hors Mayotte : +2,11 %).
| 1793 | 1800 | 1806 | 1821 | 1831 | 1836 | 1841 | 1846 | 1851 |
| ---- | ---- | ---- | ---- | ---- | ---- | ---- | ---- | ---- |
| 106  | 187  | 82   | 89   | 108  | 124  | 121  | 165  | 179  |

| 1856 | 1861 | 1866 | 1872 | 1876 | 1881 | 1886 | 1891 | 1896 |
| ---- | ---- | ---- | ---- | ---- | ---- | ---- | ---- | ---- |
| 175  | 213  | 201  | 207  | 224  | 246  | 222  | 234  | 255  |

| 1901 | 1906 | 1911 | 1921 | 1926 | 1931 | 1936 | 1946 | 1954 |
| ---- | ---- | ---- | ---- | ---- | ---- | ---- | ---- | ---- |
| 236  | 242  | 255  | 229  | 283  | 304  | 334  | 312  | 347  |

| 1962 | 1968 | 1975 | 1982 | 1990 | 1999 | 2004 | 2006 | 2009 |
| ---- | ---- | ---- | ---- | ---- | ---- | ---- | ---- | ---- |
| 245  | 233  | 259  | 308  | 314  | 350  | 361  | 350  | 372  |

| 2014 | 2019 | 2022 | - | - | - | - | - | - |
| ---- | ---- | ---- | - | - | - | - | - | - |
| 361  | 333  | 314  | - | - | - | - | - | - |

## Culture locale et patrimoine

### Lieux et monuments
- Église Saint-Martin, dont la construction remonte aux XIe-XIIe siècles, avec des remaniements aux XVIIIe et XIXe[25].
- Monument aux morts.
- Calvaire.
- Portail monumental.

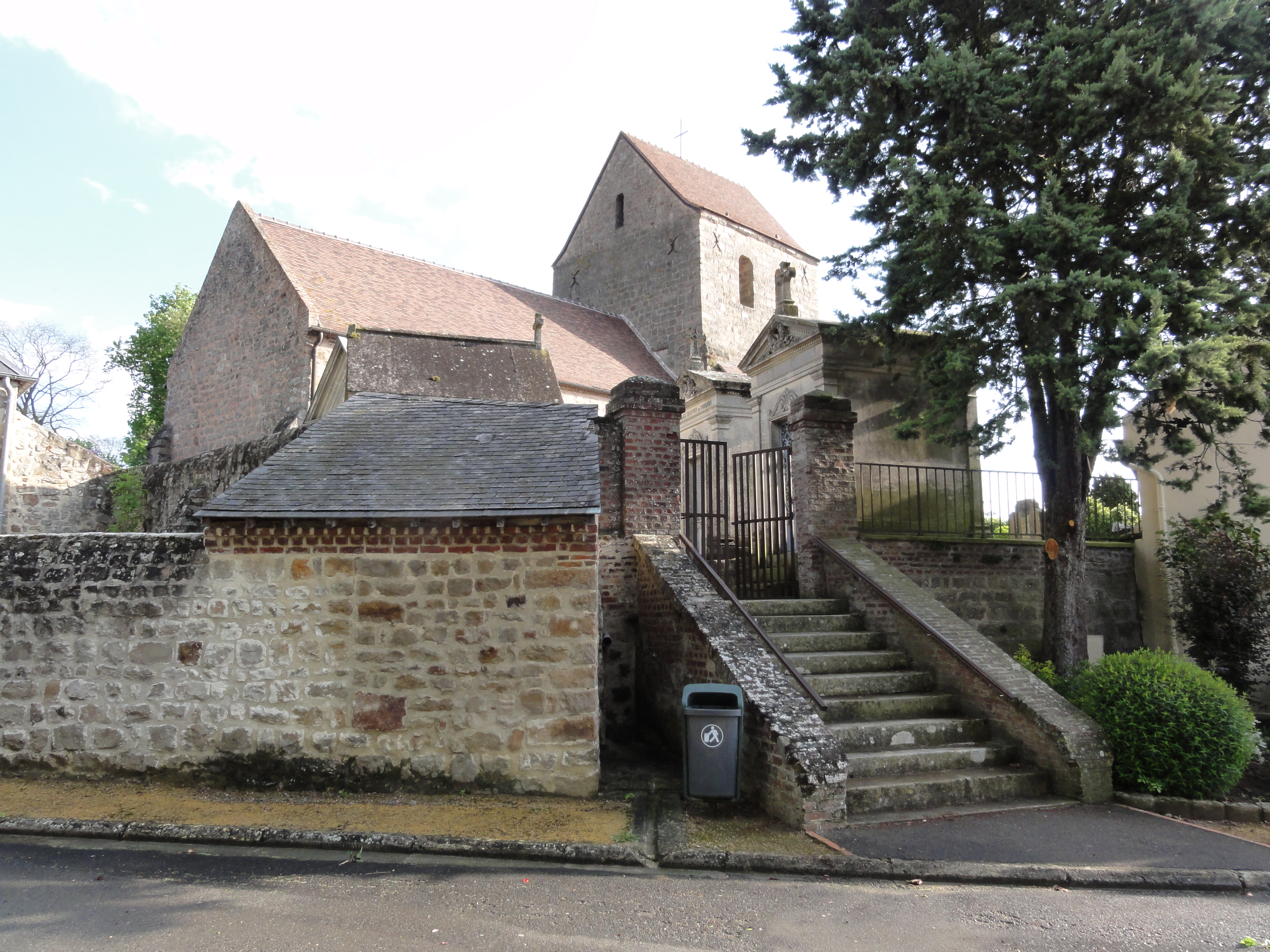
Église Saint-Martin.
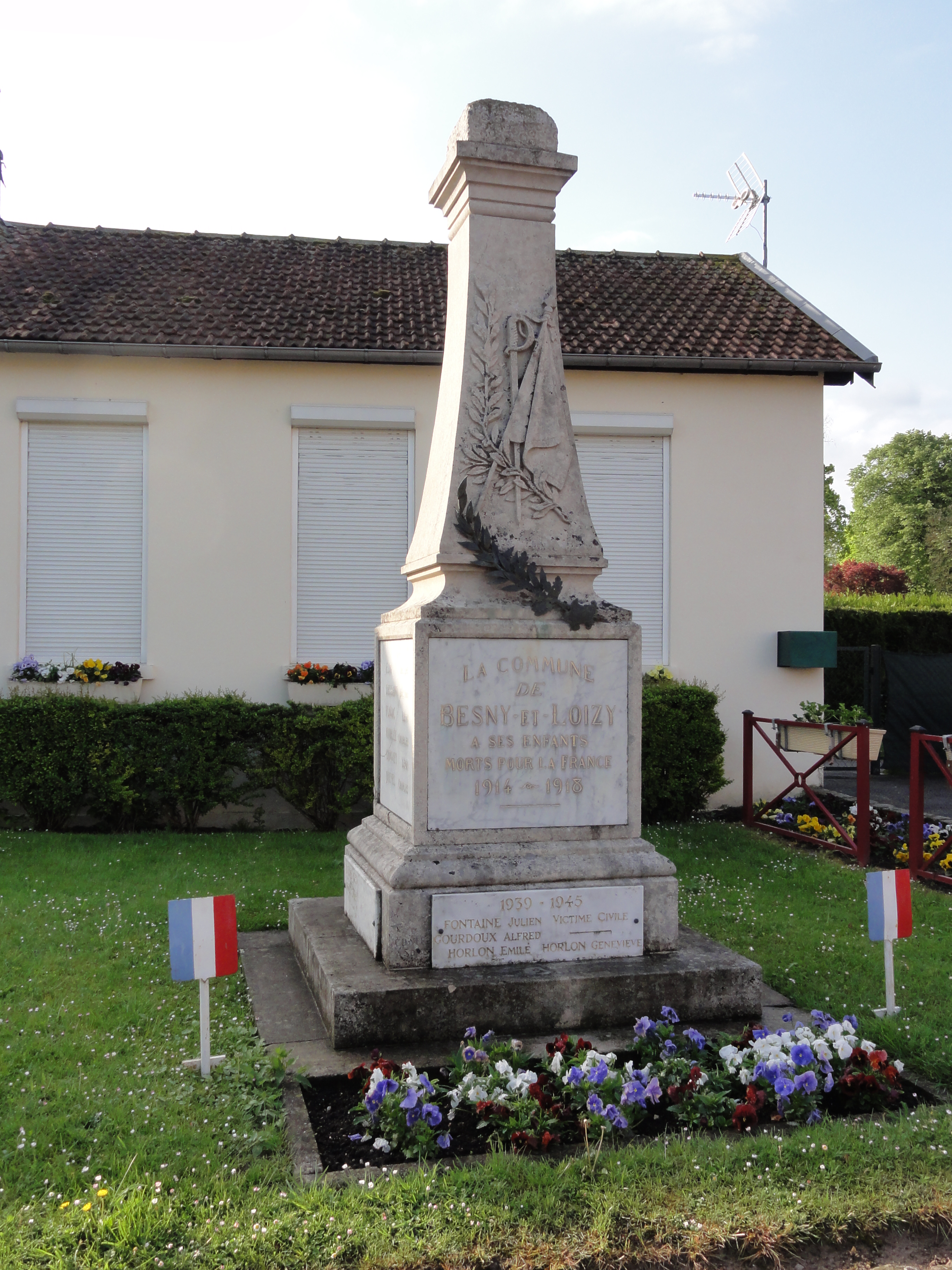
Monument aux morts.
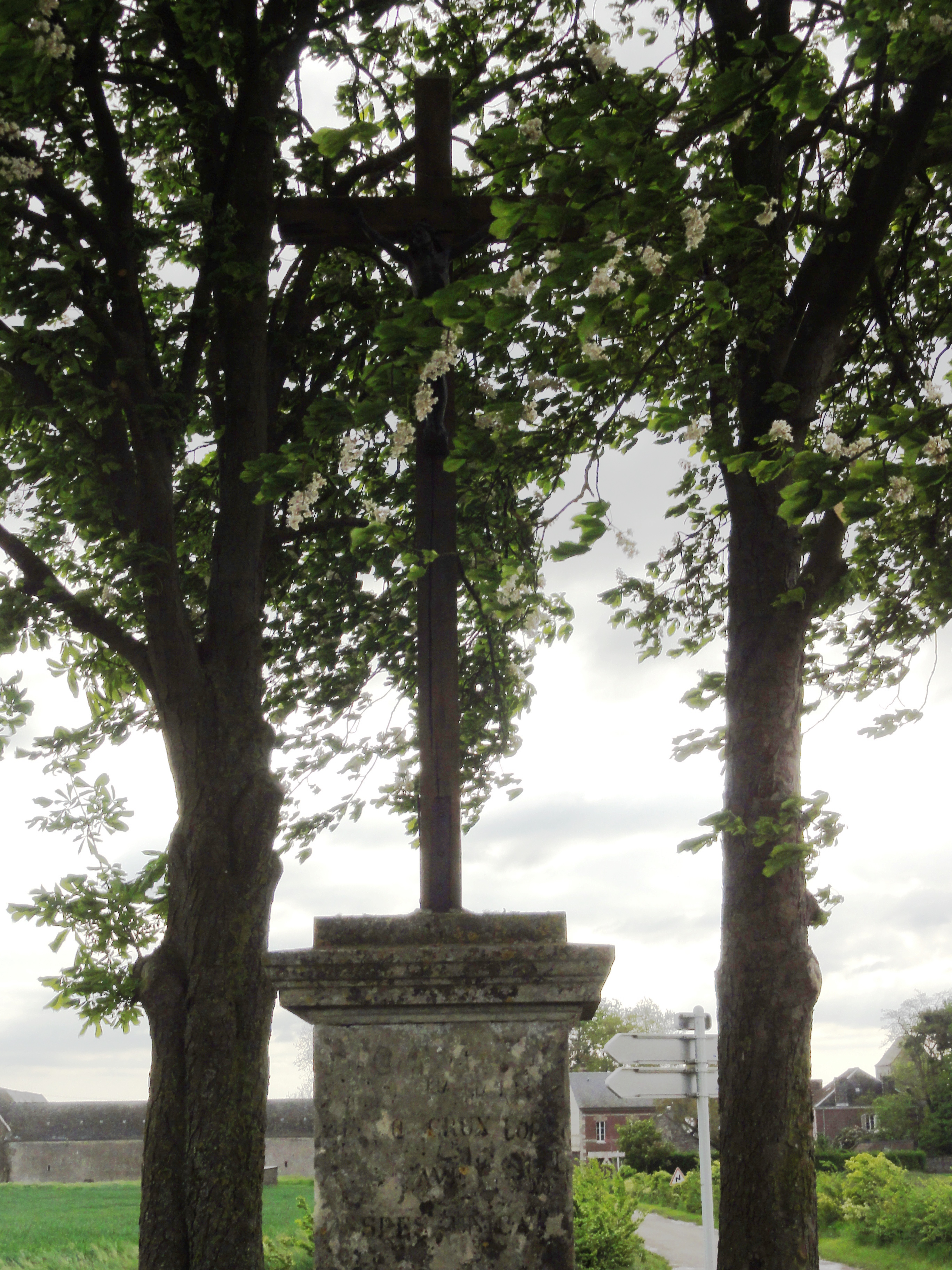
Calvaire.
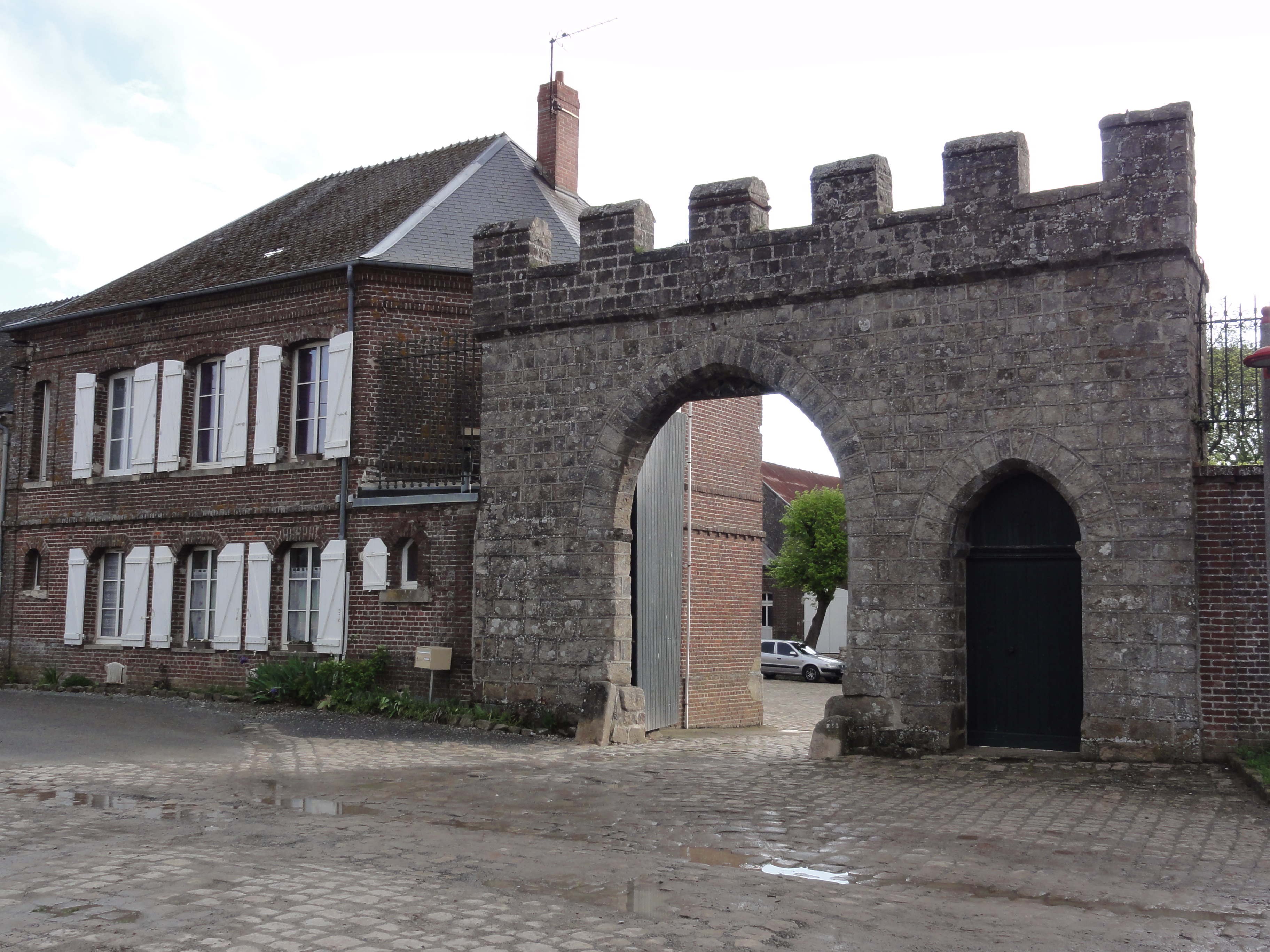
Portail monumental.

### Personnalités liées à la commune
- Richard Petitjean-Boussin (1784-1861), homme politique né à Loizy, député de Saône-et-Loire de 1848 à 1849.

## Pour approfondir